# Kuc Merens

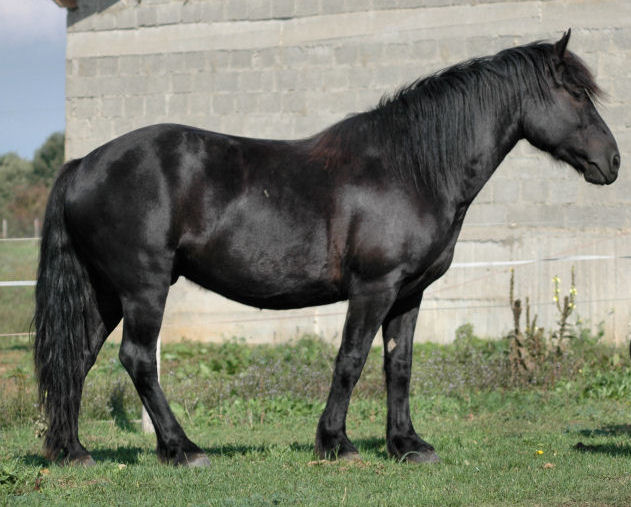
Kary ogier kuca Merens

Kuc Merens (Ariègeois) – rasa konia pochodząca z Pirenejów francuskich. 

## Historia, pochodzenie
Podobne konie opisywał Gajusz Juliusz Cezar w Pamiętnikach z wojny galijskiej, ich wizerunki pojawiają się również na malowidłach naskalnych z Niaux nad rzeką Ariège.
Merens, początkowo użytkowany jako zwierzę juczne (i bardzo pomocny w przemycie towarów przez granicę, co było zajęciem wśród mieszkańców Pirenejów bardzo popularnym), stał się później koniem rolników, używanym do uprawy wysoko położonych i silnie nachylonych górskich pól, na których traktory byłyby bezużyteczne.

## Informacje ogólne, budowa
Kuc Merens jest przystosowany do chłodnego klimatu, bardzo wrażliwy na gorąco i w czasie letnich upałów potrzebuje cienistego schronienia. Merens to rasa odporna i wytrzymała, są wszechstronne, łatwe w utrzymaniu i bardzo odporne. Mogą pracować nawet na skąpej racji jakiejkolwiek paszy. 
Umaszczenie kare, rudziejące zimą. Wyjątkowo zdarzają się białe odmiany. 
Cechą charakterystyczną, właściwą dla górskich ras koni, jest, często u Merensów występująca, krowia postawa tylnych kończyn, o stawach skokowych położonych blisko siebie. Grzywa i ogon są obfite, pęciny zaś mają niewielkie szczotki. 
Wysokość w kłębie kuca Merens wynosi od 131 do 143 cm.